# Bonifazius-Türme
Die Bonifazius-Türme sind die beiden höchsten Gebäude in der rheinland-pfälzischen Landeshauptstadt Mainz. Die Zwillingstürme befinden sich in der Nähe des Hauptbahnhofes. Der Name stammt von der direkt danebenstehenden St.-Bonifaz-Kirche.

## Gebäude

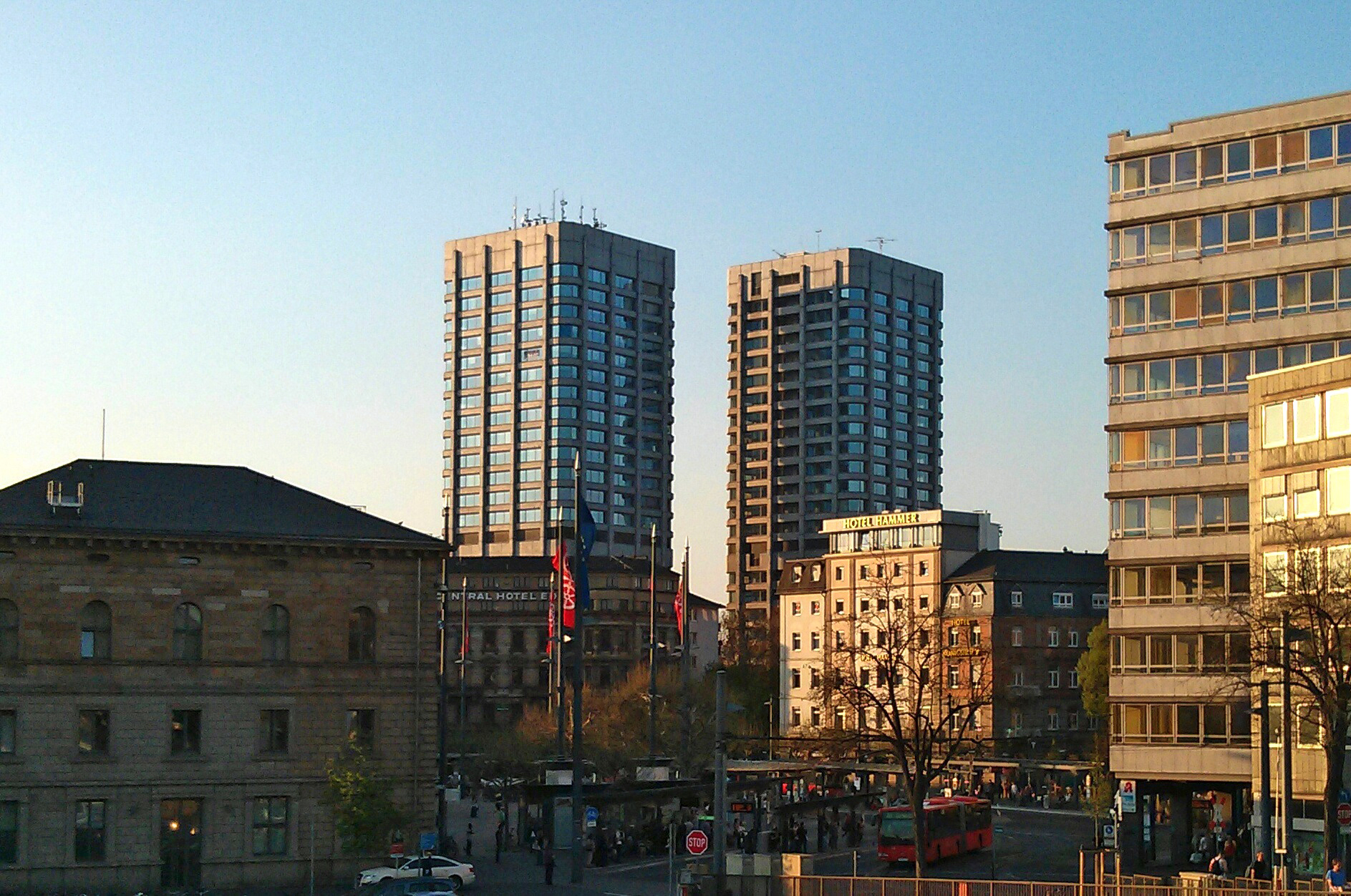
Bonifazius-Türme, Blick aus südlicher Richtung über Hauptbahnhof und Bahnhofplatz

Beide Türme enthalten Einzel-, Team- und Großraumbüros und werden von verschiedenen Unternehmen genutzt. Außerdem ist die „öffentliche Bücherei Anna Seghers“ dort untergebracht. Im Untergeschoss befindet sich ein öffentliches Parkhaus. Sie wurden auf dem Anna-Seghers-Platz errichtet, dessen Überbauung auf Aenne Ley zurückgeht.

### Geschichte
Die ersten Planungen für die heutigen Bonifazius-Türme stammen aus dem Jahr 1971. Zunächst war der Bau eines 130 Meter hohen, einzelnen Turms vorgesehen, nach Protesten aus der Mainzer Bevölkerung wurde dieser Plan zugunsten zweier Türme aufgegeben, die zudem nur 100 Meter hoch sein sollten. Die Bauarbeiten an den Türmen begannen im Herbst 1975 und waren rund ein Jahr später abgeschlossen. Im Jahr 1978 erfolgte die Eröffnung der Bonifazius-Türme.
Die Türme waren ehemals der Konzernsitz der IBH-Holding. Davor waren sie der Sitz der Zentralstelle Absatz der Deutschen Bundesbahn bzw. (ab 1994) der Deutschen Bahn AG. Von hier wurden das Marketing und der Vertrieb des Personen- und Güterverkehrs der Bahn gesteuert. Nachdem die Nachfrage zeitweise zurückgegangen war und Turm A zwischen 1998 und 2007 leerstand, sind die Räumlichkeiten seit den 2010er-Jahren fast komplett vermietet.

### Turm A

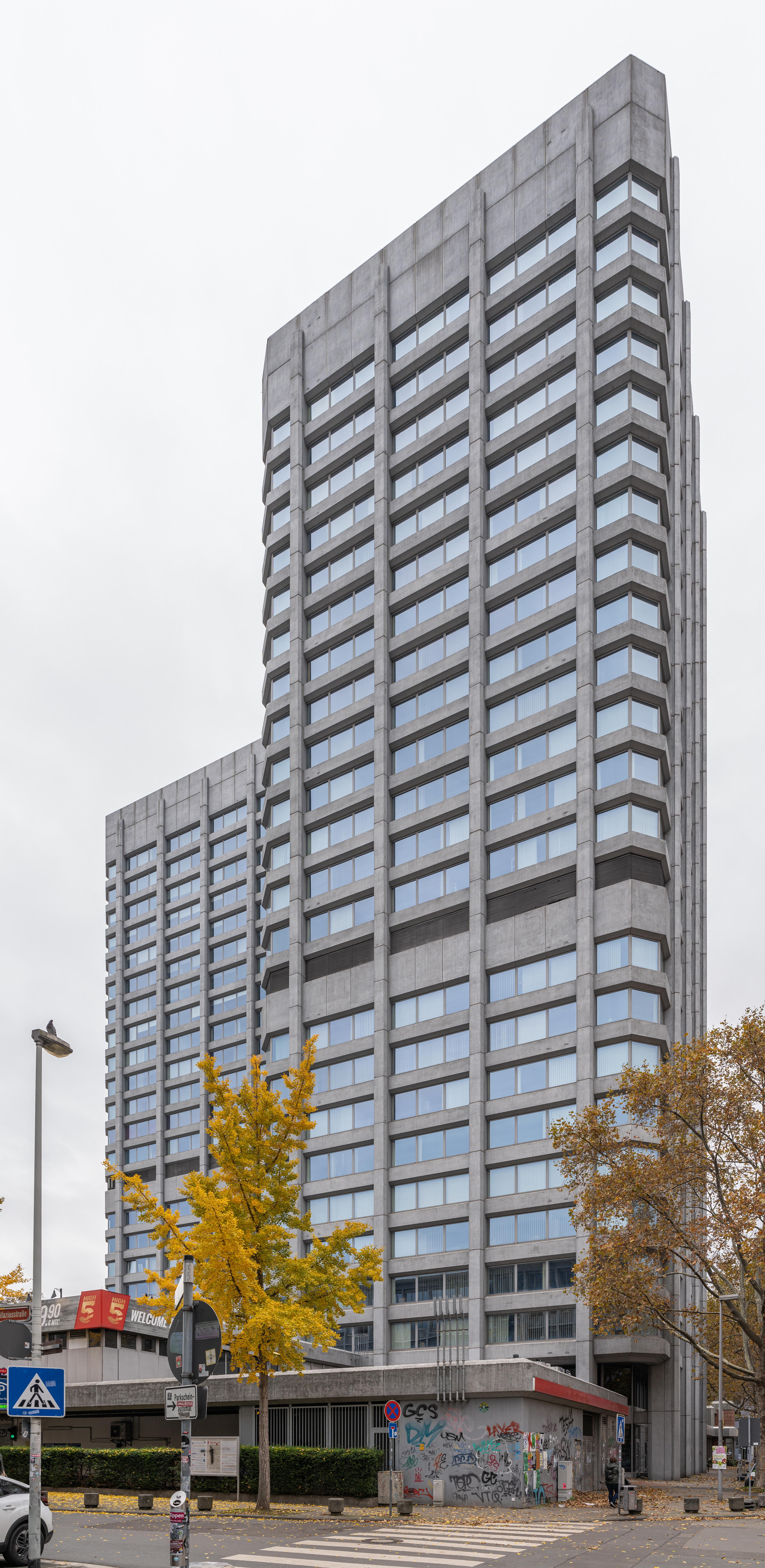
Die Gesamtansicht des Turms A

Adresse: Rhabanusstraße 3, geografische Lage: 50° 0′ 11,5″ N, 8° 15′ 34,8″ O
Zwischen Juni 2012 und 2022 befand sich das Präsidialamt der Universität Koblenz-Landau in den Stockwerken 18 bis 21 des Turm A. Seit April 2016 ist das Junge Angebot von ARD und ZDF funk im 22. Stockwerk beheimatet. Daneben hat auch das Amt für Verkehrsüberwachung der Mainzer Stadtverwaltung seinen Sitz im Turm A.

### Turm B
Adresse: Rhabanusstraße 1, geografische Lage: 50° 0′ 10,8″ N, 8° 15′ 32,5″ O
Im B-Turm können bis zur neunten Etage die Aluminiumfenster geöffnet werden. Die Sparda-Bank Südwest unterhält eine Filiale im Turm B.

## Treppenlauf
Am 22. November 2004 fand der erste Mainzer Treppenlauf statt. Der schnellste Teilnehmer schaffte die rund 600 Treppenstufen in die 24. Etage und wieder runter in 4:24 Minuten.
Anlässlich des 175-jährigen Jubiläums der Mainzer Feuerwehr im Jahr 2024 wurde der Treppenlauf als Towerrun Mainz neu aufgelegt. Auch im Jahr 2025 soll die Veranstaltung wieder stattfinden.

## Parkhaus
Unter den Türmen befindet sich ein rund um die Uhr geöffnetes Parkhaus mit 450 Stellplätzen sowie fünf Behindertenparkplätzen, das von DB BahnPark betrieben wird. Die Einfahrtshöhe beträgt 1,9 Meter.

## Rundfunksender
Auf dem Dach eines der beiden Türme befindet sich eine Sendeantenne für UKW-Rundfunk. Folgende Programme werden abgestrahlt:
- Radyo Metropol FM (Südwest) (96 MHz, 400 W ERP)
- RPR1 (98,1 MHz, 200 W ERP)
- Antenne Mainz (106,6 MHz, 320 W ERP)

## Trivia
- Am 9. Oktober 2007 waren die Türme Drehort für die Sat.1-Sendung Nur die Liebe zählt.
- Die Ausstellung #watch22, 8. Mai bis 7. Juni 2015, 22. Stock im Turm A; Datenschutz, Kunst und Kultur mit diversen Veranstaltungen auch an anderen Orten in Mainz[8]